# Chiesa di Santa Giuliana (Baselga di Piné)
La chiesa di Santa Giuliana è una chiesa sussidiaria a Sternigo, frazione di Baselga di Piné, in Trentino. Risale al XVI secolo.

## Storia

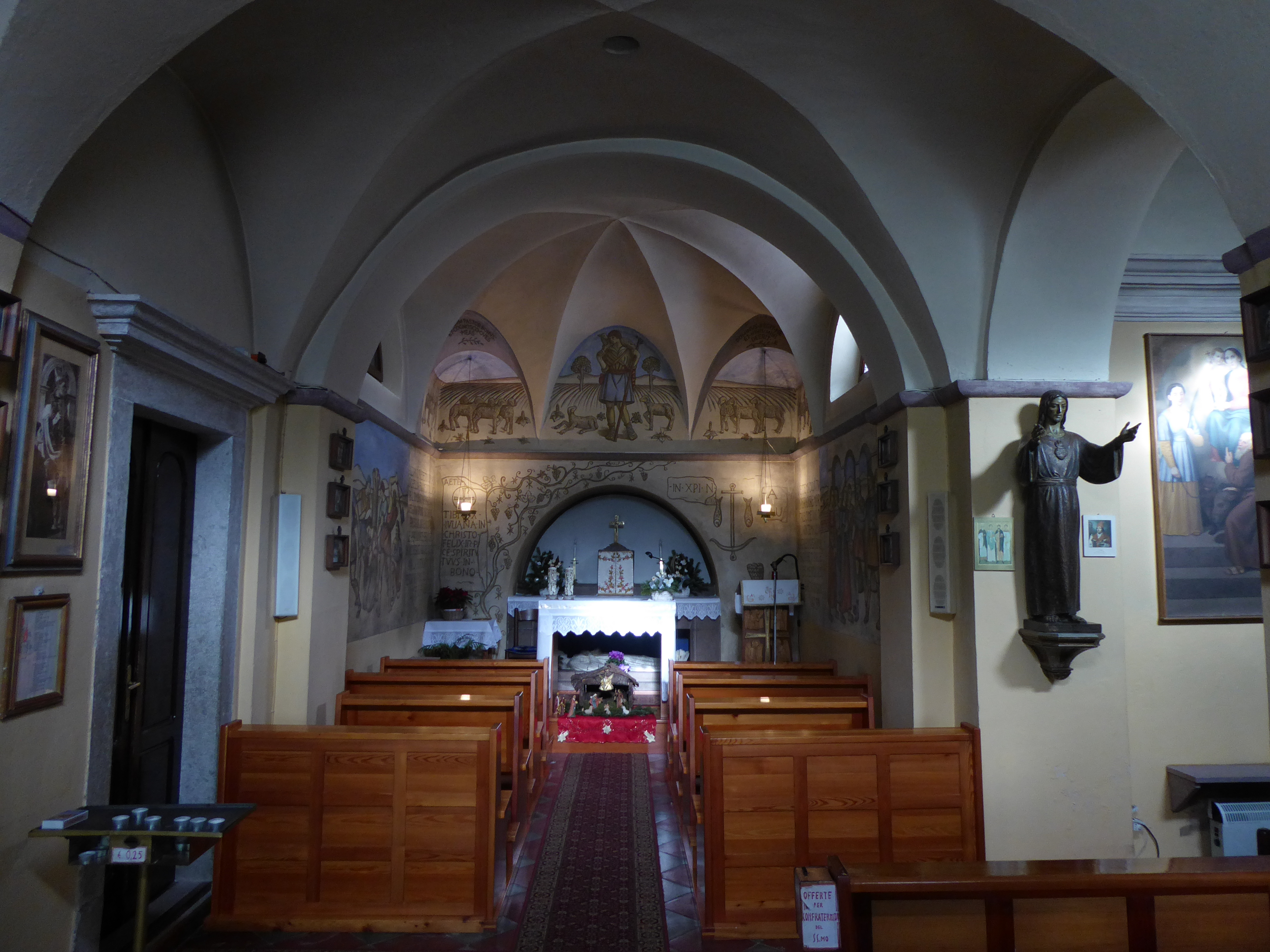
Interno.

Nella località di Sternigo la chiesa dedicata a Santa Giuliana è presente almeno dal 1673, poiché in tale data venne citata in documenti storici conservati.
Verso la fine del XVIII secolo fu oggetto di importanti interventi che portarono al suo ampliamento con una cappella laterale ed una sacrestia.
Nella prima metà del XX secolo venne abbattuta la prima abside e ne venne costruita una più recente e in seguito, nel 1932, la chiesa in parte ricostruita venne benedetta.
Seguirono interventi decorativi all'interno, usando la tecnica del graffito, e subito dopo il secondo conflitto mondiale venne elevata la torre campanaria.
Nella seconda metà del secolo sono continuati gli interventi per la sua decorazione, e tra il 1956 e il 1972 è stata dipinta una grande meridiana sulla facciata, e nella cappella laterale sono state inserite le immagini di due angeli.

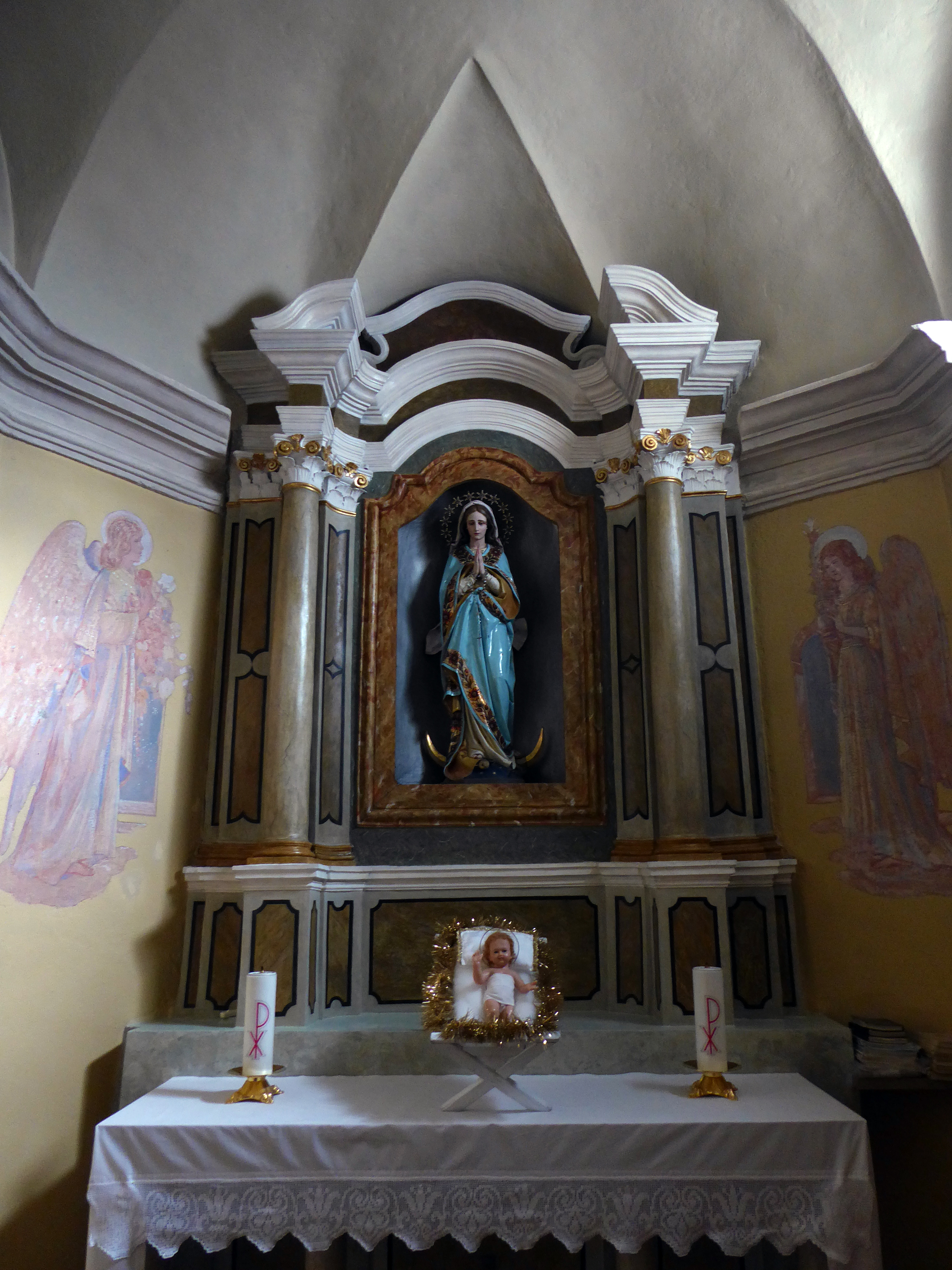
Altare laterale

## Descrizione

### Esterno
Il luogo di culto presenta orientamento verso nord e si trova nella frazione di Sternigo.
La facciata a capanna con due spioventi ha il portale protetto da una piccola tettoia con coppi. Sul lato sinistro della struttura si trova la sagrestia e, in posizione arretrata, la torre campanaria.

### Interno
La navata interna è unica e divisa in due campate. L'arco santo permette l'accesso alla parte del presbiterio, che ha le pareti affrescate.